# Bubalornis
Bubalornis is een geslacht van zangvogels uit de familie wevers en verwanten (Ploceidae).

## Soorten
Het geslacht kent de volgende soorten:
- Bubalornis albirostris – Witsnavelbuffelwever
- Bubalornis niger – Roodsnavelbuffelwever